# 張得用
張得用，奉天人，清朝政治人物。貢生出身。
順治六年，接替王勸。擔任江蘇宜興縣知縣。后由劉進國接任。